# Saison 1984-1985 du Football Club auscitain
‌
La saison 1984-1985 du Football Club auscitain est la deuxième saison en groupe B (deuxième niveau de compétition).
L’équipe se maintient à ce niveau.
L'équipe qui évolue cette saison sous les ordres des entraîneurs Bernard Salam et Pierre Remouneda voit arriver un jeune trois-quart centre qui passera 17 ans au FC Auch, Roland Pujo (en provenance de Bagnières).

## Les matchs de la saison

### À domicile
- Auch-Maulélon
- Auch-Saint-Gaudens
- Auch-Condom
- Auch-Lavelanet : Victoire
- Auch-Saint-Jean de Luz
- Auch-Marmande
- Auch-Saint Médard
- Auch-Langon
- Auch-Coarraze Nay

### À l’extérieur
- Mauléon-Auch
- Saint-Gaudens-Auch
- Condom-Auch
- Lavelanet-Auch 41-6[2]
- Saint jean de Luz-Auch
- Marmande-Auch
- Saint Médard-Auch
- Langon-Auch
- Coarraze Nay-Condom

## Effectif
- Arrière : Jacques Brunel
- Ailiers : Philippe Lombardo, Vincent Romulus, Philippe Lazartigues
- Centres : Roland Pujo, Patrick Lafferière, Patrick Courbin, Bernard Mouret
- Ouvreurs : Gilles Boué, Jean Tapie
- Demis de mêlée : Frédéric Torossian
- Troisièmes lignes centre : Patrick Salle-canne, Bernard Laffite
- Troisièmes lignes aile : Henri Nart, Laffite, Daniel De Inès, Bernard Agut, Louis Charles Réjent
- Deuxièmes lignes : Jean-Pierre Dorique, Alain Weidler
- Talonneurs : Guy Sdrigotti
- Piliers : Lafourcade, Pelissier, Joël Rocca, Olivier Salam

+ Christian Caujolle, Francis Alguerola